# 鞍ヶ嶽楯右エ門

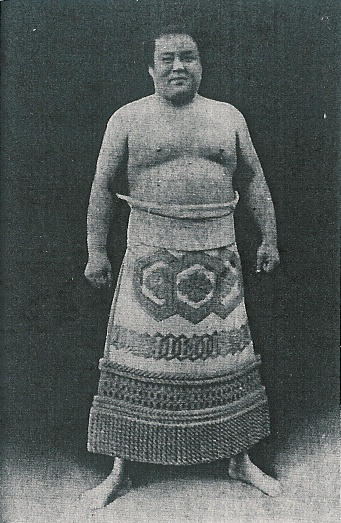

鞍ヶ嶽 楯右エ門（くらがたけ たてえもん、1898年11月6日 - 1939年10月31日）は、熊本県熊本市出身で友綱部屋、東関部屋、高砂部屋に所属した大相撲力士。本名は上田 善三郎。身長173cm、体重120kg。現役中から二枚鑑札として後進の指導につとめた時期もあった。最高位は西前頭筆頭（1922年1月場所）。

## 来歴
1914年1月、友綱部屋に入門し初土俵を踏む。1918年5月、横綱太刀山が独立して興した東関部屋に移籍。兄弟子で後に大関となる太刀光よりも素質面で期待され、期待通り1919年5月場所には十両に昇進した。しかし、その場所後、勝負検査役選挙をめぐるトラブルで親方が廃業したため、太刀光らとともに高砂部屋に預けられることになった。
それでも、順調に昇進し、1921年1月場所には入幕を果たす。左四つからの振り回す相撲が得意で、翌5月場所5日目横綱大錦戦で大錦を打っ棄り軍配を受けたが、物言いがつき、差し違えとされ惜しくも金星にはならなかった。1922年5月場所には当時大関の常ノ花寛市を破ることもあり、それらのことから「末は横綱か」と期待されたが、その後は伸び悩んだ。現役時代から二枚鑑札で太刀山の師匠から譲られた東関の年寄名跡を襲名し、1924年5月からは四股名も東関にあらため、年寄名で土俵にあがった（年寄名で現役をつとめた力士は彼が最後である）。
西前頭14枚目で臨んだ1929年秋場所9日目、東前頭10枚目の常陸嶌朝治郎戦にて撞木反りで敗れた。撞木反りが出た一番は後にも先にもこの一番のみであり、幕内・十両のみならず、取的の取り組みを含めても本場所・巡業を問わず、他に事例は無い。
1930年10月場所限りで現役を引退。年寄として後進を指導したが1934年5月場所限りで廃業した。最高位は西前頭筆頭であった。

## 主な成績
- 幕内在位 21場所
- 幕内成績 72勝97敗5分1預50休

### 場所別成績
| 1914年 （大正3年） | （前相撲）             | x                   | 新序 3–0                | x                       |
| 1915年 （大正4年） | 東序ノ口筆頭 3–2       | x                   | 西序二段62枚目 3–2      | x                       |
| 1916年 （大正5年） | 西序二段26枚目 3–1 1預 | x                   | 東三段目72枚目 2–3      | x                       |
| 1917年 （大正6年） | 東三段目53枚目 4–1     | x                   | 西三段目21枚目 優勝 5–0 | x                       |
| 1918年 （大正7年） | 東幕下31枚目 3–2       | x                   | 東幕下21枚目 2–2 (1預)  | x                       |
| 1919年 （大正8年） | 東幕下18枚目 4–1       | x                   | 東十両13枚目 3–2        | x                       |
| 1920年 （大正9年） | 東十両11枚目 5–0       | x                   | 西十両3枚目 5–2         | x                       |
| 1921年 （大正10年） | 東前頭14枚目 7–3       | x                   | 西前頭5枚目 5–4 (1引分) | x                       |
| 1922年 （大正11年） | 西前頭筆頭 4–5 1預     | x                   | 東前頭4枚目 3–6 1分     | x                       |
| 1923年 （大正12年） | 西前頭9枚目 3–5 2分    | x                   | 東前頭13枚目 3–8        | x                       |
| 1924年 （大正13年） | 東前頭14枚目 3–6–1     | x                   | 西前頭15枚目 4–2–5      | x                       |
| 1925年 （大正14年） | 西前頭9枚目 3–8        | x                   | 東前頭12枚目 0–0–11     | x                       |
| 1926年 （大正15年） | 東前頭17枚目 7–4       | x                   | 西前頭9枚目 8–3         | x                       |
| 1927年 （昭和2年） | 東前頭6枚目 1–3–6 1分  | 東前頭6枚目 2–9     | 東前頭12枚目 0–4–7      | 西前頭10枚目 8–3        |
| 1928年 （昭和3年） | 東十両筆頭 3–8         | 東前頭5枚目 0–1–10  | 東十両5枚目 3–3–5       | 東十両5枚目 6–5         |
| 1929年 （昭和4年） | 西十両筆頭 7–4         | 西十両筆頭 5–6      | 西前頭14枚目 4–7        | 西前頭14枚目 5–6        |
| 1930年 （昭和5年） | 西前頭14枚目 2–9       | 西前頭14枚目 0–1–10 | 西十両7枚目 0–0–11      | 西十両7枚目 引退 0–0–11 |
| 各欄の数字は、「勝ち-負け-休場」を示す。 優勝 引退 休場 十両 幕下 三賞：敢=敢闘賞、殊=殊勲賞、技=技能賞 その他：★=金星 番付階級：幕内 - 十両 - 幕下 - 三段目 - 序二段 - 序ノ口 幕内序列：横綱 - 大関 - 関脇 - 小結 - 前頭（「#数字」は各位内の序列） |                        |                     |                         |                         |

- 1924年1月場所の1休は相手力士の休場によるもの

## 四股名変遷
- 花岡山 ?（はなおかやま ?）1914年1月場所
- 鞍ヶ嶽 楯右ヱ門（くらがたけ たてえもん）1914年5月場所 - 1919年1月場所
- 鞍ヶ嶽 楯右エ門（- たてえもん）1919年5月場所 - 1924年1月場所
- 東関 善三郎（あずまぜき ぜんざぶろう）1924年5月場所 - 1929年9月場所
- 東関 楯右エ門（- たてえもん）1930年1月場所 - 3月場所
- 東関 善三郎（- ぜんざぶろう）1930年5月場所 - 10月場所